# University of Illinois at Urbana-Champaign Women's Volleyball
La University of Illinois at Urbana-Champaign Women's Volleyball è la squadra di pallavolo femminile appartenente alla University of Illinois at Urbana-Champaign, con sede a Champaign (Illinois): milita nella Big Ten Conference della NCAA Division I.

## Storia
La squadra di pallavolo femminile della University of Illinois at Urbana-Champaign viene fondata nel 1974. Kathleen Haywood è la prima allenatrice delle Fighting Illini, ma resta al comando un solo anno. In seguito il timone passa per un biennio nelle mani di Terry Hite e per un triennio in quelle di Chris Accornero. A loro segue John Blair, anch'egli per tre anni, ed è proprio durante questo periodo che la squadra viene affiliata alla NCAA Division I.
Dal 1983 al 1995 il programma viene affidato a Mike Hebert. Sotto la sua guida, a partire dal suo terzo anno, le Fighting Illini centrano sempre la qualificazione alla post-season. Dal 1986 al 1988 la squadra vince tre titoli di Big Ten Conference consecutivi: nella stagione 1986 il cammino nella post-season finisce però alla finale regionale; nelle due stagioni successive la squadra centra per la prima e la seconda volta nella propria storia l'accesso alla Final 4, perdendo in entrambe le semifinali contro la Hawaii. In seguito le arancio-blu si spingono nuovamente alla finale regionale in altre due occasioni: nella stagione 1989 e nella stagione 1992, nella quale arriva anche il quarto titolo di conference.
Dopo che Mike Hebert lascia il programma, dal 1996 al 2008 a sedere in panchina è Don Hardin. Le sue tredici stagioni con le Fighting Illini si rivelano molto altalenanti e contraddittorie: per ben sette volte la squadra fallisce l'accesso alla post-season e nelle sei volte in cui ci riesce il miglior risultato non va oltre le semifinali regionali. Così dalla stagione 2009 il programma viene affidato a Kevin Hambly, raggiungendo subito per due volte le ormai solite semifinali, finché a sorpresa nella stagione 2011, dopo un secondo posto in conference, la squadra si presenta alla post-season come testa di serie numero 3, superando agevolmente la fase regionale e centrando la terza Final 4 della propria storia: in semifinale le arancio-blu sono la testa di serie più alta rimasta in corsa, ma nonostante ciò faticano cinque set per avere la meglio della Southern California, arrivando per la prima volta in finale, dove però cedono in quattro parziali alla abbordabile UC Los Angeles, testa di serie numero 9.
Nel 2017 il programma viene affidato a Christopher Tamas, che nel torneo NCAA Division I 2018 conquista il quarto accesso della propria storia alla Final 4, uscendo però sconfitta in semifinale dopo una battaglia di cinque set contro la Nebraska.

## Record
| Piazzamento          |    | Edizione                                                                                 |
| -------------------- | -- | ---------------------------------------------------------------------------------------- |
| Tornei NCAA          | 28 | Finale: 1 2011                                                                           |
| Tornei NCAA          | 28 | Semifinali: 3 1987, 1988, 2018                                                           |
| Tornei NCAA          | 28 | Elite Eight: 3 1986, 1989, 1992                                                          |
| Tornei NCAA          | 28 | Sweet Sixteen: 12 1985, 1995, 1998, 2003, 2008, 2009, 2010, 2013, 2014, 2015, 2017, 2021 |
| Tornei NCAA          | 28 | Secondo turno: 2 1993, 2001                                                              |
| Tornei NCAA          | 28 | Primo turno: 7 1990, 1991, 1994, 1999, 2004, 2019, 2024                                  |
| Titoli di conference | 4  | Big Ten Conference: 4 1986, 1987, 1988, 1992                                             |

## Conference
- Big Ten Conference: 1975-

## National Coach of the Year
- Mike Hebert (1985)

## All-America

### First Team
- Mary Eggers (1986, 1987, 1988)
- Kirsten Gleis (1992)
- Erin Borkse (1995)
- Laura DeBruler (2008, 2009)
- Colleen Ward (2010, 2011)
- Jordyn Poulter (2018)
- Jacqueline Quade (2018)

### Second Team
- Nancy Brookhart (1987, 1988, 1989)
- Laura Bush (1989)
- Tina Rogers (1992)
- Jocelynn Birks (2014)

### Third Team
- Lisa Argabright (2003)
- Michelle Bartsch (2010, 2011)
- Hillary Haen (2010)
- Jocelynn Birks (2013)
- Alison Bastianelli (2017, 2018)
- Jordyn Poulter (2017)
- Raina Terry (2024)

## Allenatori
- Kathleen Haywood: 1974
- Terry Hite: 1975-1976
- Chris Accornero: 1977-1979
- John Blair: 1980-1982
- Mike Hebert: 1983-1995
- Don Hardin: 1996-2008
- Kevin Hambly: 2009-2016
- Christopher Tamas: 2017-